# Efraim Sevela
Efim Drabkine, mais conhecido pelo pseudônimo Efraïm Sevela (Bobruïsk, 8 de março de 1928  - Moscou, 19 de agosto de 2010) foi um escritor, diretor e roteirista russo-israelense.

## Biografia
Efim Drabkine é o nome de nascimento de Efraïm Sevela (em russo Ефрем Sevel), nascido em 1928 na cidade de Bobruïsk, atual Bielorrússia.
Com ascendência judaica, em 1971 transferiu residência para Israel e anos depois viveu nos Estados Unidos , França e Inglaterra. Em 1991 fixou-se na Rússia, logo após do fim do socialismo na União Soviética.
Efraïm Sevela é o autor de livros como: "Parem o Avião, Quero Descer", "Adeus Israel" e "Lendas da Rua dos Inválidos", livros estes da chamada literatura russo-judaica.
A partir da década de 1990, Efraïm passou a atuar como diretor, realizando filmes russos, como: "A Arca de Noé", "Noturno de Chopin" e "O Papagaio que Fala Iídiche", entre outros.
Efraïm Sevela faleceu aos 82 anos de idade, em Moscou, no dia 19 de agosto de 2010.